# Сус — Масса
Сус — Масса (араб. سوس ماسة; бербер. ⵙⵓⵙ ⵎⴰⵙⵙⴰ) — один із дванадцяти регіонів Марокко. Розташований у південному центрі країни та має населення 2 676 847 осіб. Адміністративний центр — Агадір.

## Основні дані
Назва регіону походить від назви двох найбільших річок, що протікають у ньому — Сус і Масса.
Сус — Масса був утворений у вересні 2015 року шляхом об'єднання провінції Тата, яка раніше входила до  колишнього регіону Гельмім — Ес-Семара, та п'яти провінцій колишнього регіону Сус — Масса — Драа.
Сус — Масса складається з двох префектур і чотирьох провінцій.

## Географія
Регіон Сусс — Масса межує з регіонами Марракеш — Сафі на півночі, Драа — Тафілалет на північному сході та Гельмім — Уед-Нун на південному заході. На південному сході розташована алжирська провінція Тіндуф. Західна частина регіону омивається Атлантичним океаном.
Крізь регіон проходить гірський хребет Антиатлас. Адміністративний центр регіону, курортне місто Агадір, лежить в гирлі річки Сус, що тече на півночі. 
На території регіону розташовано два національні парки: Сус — Масса та Тубкаль (частково) 

## Економіка
Сільське господарство є основною економічною галуззю в басейнах річок Сус і Масса, розташованих у північно-західній частині регіону. Галузі, пов'язані з переробкою сільськогосподарської продукції та морепродуктів, також зосереджені в тій же місцевості. 
Агадір — важливе рибальське та курортне місто, в ньому також діє міжнародний аеропорт. Тізніт відомий своїми традиційними срібними виробами.